# Bandeira da Finlândia
A bandeira da Finlândia é também chamada de Siniristilippu. Ela tem duas faixas azuis que atravessam um plano de fundo branco. O azul representa os lagos da Finlândia, o mar Báltico e o céu, o branco representa a neve e as noites claras do verão finlandês.  A Cruz nórdica representa o Cristianismo.  Foi declarada por uma lei promulgada em 29 de Maio de 1918, quase seis meses depois de sua independência. Um nova lei que regula entrou em vigor em 1978. Há dois modelos, a bandeira nacional (civíl) e a bandeira do estado, as duas seguem o mesmo modelo, a única diferença é que na bandeira inclui-se o simbolo naval da Finlândia no meio das hastes da cruz.

## História
O conceito de uma bandeira finlandesa é uma faixa azul atravessada. Pouco depois da Finlândia ganhar independência da Rússia em 1917, foi realizado um concurso para a criação da bandeira, que foi criada com base na cruz nórdica, utilizada pelos outros países escandinavos (Noruega, Suécia e Dinamarca). 

## Definição legal
De acordo com a lei finlandesa, a bandeira tem a forma retangular e suas dimensões são 11:18. A cruz tem a largura de 3 e está situada  a uma altura de 4. A largura da área esquerda inferior até a haste da cruz é de 5, sendo o resto da superfície até o final de 10 unidades.
As cores são exatamente essas:
Sistema de cor PMS: Azul 294C, Vermelho 186C, Amarelo 123C
Tons CMYK:
- Azul: C 100 %, M 56 %, Y 0 %, K 18,5 %
- Vermelho: C 0 %, M 91 %, Y 76 %, K 6 %
- Amarelo: C 0 %, M 30,5 %, Y 94 %, K 0 %

## Outras bandeiras

Bandeira do Estado
Estandarte presidencial
Bandeira da Marinha
Bandeira Marítima
Bandeira do Estado, usada desde dezembro de 1917 até maio de 1918.